# Clavatula matthiasi
Clavatula matthiasi é uma espécie de gastrópode do gênero Clavatula, pertencente a família Clavatulidae.